# The Quest (prima edizione)
La prima edizione di The Quest è stata trasmessa negli Stati Uniti d'America sul canale ABC dal 31 luglio all'11 settembre 2014.
In Italia è stata trasmessa su Sky in versione doppiata.

## Cast

### Paladini
| Nome                     | Età1 | Città                       | Posizionamento |
| ------------------------ | ---- | --------------------------- | -------------- |
| Lina Carollo             | 27   | Delran – New Jersey         | Vincitrice     |
| Andrew Frazer            | 24   | West Hartford – Connecticut | 2º             |
| Shondo Blades            | 30   | Houston – Texas             | 3º             |
| Patrick Higgins          | 40   | Joliet – Illinois           | 4º             |
| Bonnie Gordon            | 28   | Lafayette – Louisiana       | 5º             |
| Leticia Reyes            | 36   | White Plains – New York     | 6º             |
| Adria Kyne               | 41   | Nashua – New Hampshire      | 7º             |
| Christian Sochor         | 23   | New York – New York         | 8º             |
| Jasmine Kyle             | 31   | Media – Pennsylvania        | 9º             |
| Jim Curry                | 22   | Little Rock – Arkansas      | 10º            |
| Ashley Guerrero          | 35   | Murrieta – California       | 11º            |
| Katherine "Katie" Smaluk | 25   | Chicago – Illinois          | 12º            |

 1 L'età dei concorrenti si riferisce all'anno della messa in onda del programma.

### Personaggi di Everealm
- Sir Ansgar, capo dell'esercito reale, interpretato da Peter Windhofer.
- Crio, sovrintendente reale del castello di Sænctum, interpretato da Jan Hutter.
- Gran Visir, primo consigliere della Regina, interpretato da Marcello de Nardo.
- Regina Ralia XXIII, protettrice di Sænctum, interpretata da Susanne Gschwendtner.
- Karu, una delle tre Parche, interpretata da Stephanie Buddenbrock.
- Talmuh, una delle tre Parche, interpretata da Florence Kasumba.
- Solas, una delle tre Parche, interpretata da Mai Duong Kieu.
- Verlox / Capo dei Rana, interpretati da Douglas Tait.
- Narratore, interpretato da David Kaye.
- Strega di Purgwal, interpretata da Claudia Sabitzer.
- Herra, interpretata da Lukas Johne.
- Banshee, interpretata da Nicole Beutler.

## Puntate

### Prima puntata -The Quest Begins
- Prima TV USA: 31 luglio 2014

Everealm è una terra magica formata da dodici regni pacifici che viene periodicamente minacciata dal signore oscuro Verlox, apparso per la prima volta mille anni prima dell'inizio della storia. Quando questo avviene, le tre Parche convocano dodici Paladini, persone del nostro mondo, e consegnano a ciascuno di loro un pezzo di un'arma mistica chiamata Lancia del Sole: insieme vengono costantemente messi alla prova finché non rimarrà l'Unico Vero Eroe destinato a sconfiggere Verlox con la Lancia del Sole.
I Paladini vengono seguiti nel loro percorso da Crio, un seguace delle Parche che è anche sovrintendente reale del castello di Sænctum (la roccaforte dell'unico regno, governato dalla Regina Ralia XXIII, che ancora resiste alle mire di Verlox) e vengono addestrati da Sir Ansgar, capo dell'esercito reale. Dopo l'incontro con le Parche, Crio conduce i Paladini presso il maniero, dove la loro prima sfida consiste nel dividersi in squadre da tre membri ciascuna per maneggiare uno scorpione.
Nella Sfida delle Parche, che riguarda il tiro con l'arco, i Paladini devono scagliare una freccia su un manichino di paglia rotante che rappresenta il proprio colore, caricando quante più frecce possibile nei manichini dei giocatori avversari.
- Ascolti USA: telespettatori 2 820 000[3].

### Seconda puntata -Tournament for the Queen
- Prima TV USA: 7 agosto 2014

Sir Ansgar  mette alla prova le abilità equestri dei Paladini alla presenza della Regina Ralia XXIII: devono mostrare le loro tecniche di manipolazione delle armi mentre cavalcano durante il Guanto di Sfida, che include il tiro con l'arco, il getto di una lancia, la giostra e la frantumazione di un teschio con un martello d'arme.
Più tardi cenano con la Regina, che racconta  della sua infanzia con suo fratello nel castello di Sænctum. La loro celebrazione termina bruscamente con un evento scioccante: la Regina viene infatti avvelenata.
Nella Sfida delle Parche, mantenendo il tema equestre, tre Paladini devono fissare cinque ferri di cavallo su una grande ruota di legno.
- Ascolti USA: telespettatori 2 190 000[4].

### Terza puntata -Save the Queen
- Prima TV USA: 14 agosto 2014

Mentre la Regina Ralia giace malata nel suo letto, Sir Ansgar riunisce i Paladini per esaminare attentamente i rotoli dei sintomi per trovare un antidoto. I Paladini cominciano a sospettare del Gran Visir, esperto di tutte le magie e i veleni del regno, il quale afferma di aver esaurito le idee per salvarla.
Quando trovano la pozione giusta, Crio li porta nella pericolosa foresta di Marwood dove incontrano la strega di Purgwal, che li sfida a trovare gli ingredienti della pozione dietro le porte sigillate. Durante la notte, il castello viene attaccato.
Nella Sfida delle Parche, ogni Paladino deve equilibrare perfettamente una bilancia misurando con precisione gli ingredienti.
- Ascolti USA: telespettatori 2 070 000[5].

### Quarta puntata -Battle Dome
- Prima TV USA: 21 agosto 2014

I Paladini si preparano frettolosamente per l'imminente attacco al castello, ma mentre sistemano la loro armatura Sir Ansgar dice loro che si trattava solo di un'esercitazione e che è da biasimare per non averli addestrati. Si allenano con la spada e poi si dividono in squadre da tre per competere l'una contro l'altra nella Cupola della Battaglia, dove devono elaborare una strategia per far cadere a terra l'avversario da una trave sollevata. Dopo la sfida vengono accolti dalla Regina Ralia, dall'aspetto ora sorprendentemente sano.
Di notte, gli orchi minacciano di sfondare le mura esterne.
Nella Sfida delle Parche, i Paladini devono distruggere con precisione il maggior numero di teschi con una spada di legno.
- Ascolti USA: telespettatori 1 910 000[6].

### Quinta puntata -Under Siege
- Prima TV USA: 28 agosto 2014

I Paladini devono assemblare uno scorpione mentre Sir Ansgar combatte contro un orco. Successivamente Sir Ansgar lancia una sfida ai Paladini, che si dividono in due squadre da quattro per barricare un cancello con i materiali forniti; una volta completato il cancello, le squadre usano un ariete per sfondare quello avversario. La squadra vincitrice pianta la propria bandiera.
Nella Sfida delle Parche i quattro Paladini perdenti vengono rinchiusi in gabbie, seguono un percorso e tornano nella sala per una chiave.
Nella notte, i Paladini cantano una canzone in onore di Sir Ansgar, ma poco dopo affrontano il pericolo del globo-spia di Verlox.
- Ascolti USA: telespettatori 1 370 000[7].

### Sesta puntata -A Traitor in Sænctum
- Prima TV USA: 28 agosto 2014

Quando Herra, una traditrice legata a Sir Ansgar, viene catturata e imprigionata, i Paladini scoprono che ha lasciato sette sfere di fuoco sparse per il parco del castello. Gli uomini di Sir Ansgar ne recuperano tre, lasciando ai Paladini il compito di trovare le quattro rimanenti.
I Paladini seguono Ansgar per osservarlo interrogare Herra e notare che si sente tradito dalle sue azioni, quindi indagano sul motivo per cui possiede una mappa di tutti e dodici i regni e rivelano le loro scoperte a Crio.
Nella Sfida delle Parche, i Paladini sistemano correttamente nove spade per consentire a un raggio di luce di brillare su una mappa completata, mostrando la posizione da cui Verlox attaccherà.
Più tardi festeggiano con Sir Ansgar, il quale si mostra più aperto nei loro confronti raccontando il suo passato, ma vengono interrotti quando Verlox attacca il castello.
- Ascolti USA: telespettatori 1 370 000[7].

### Settima puntata -Verlox Attacks
- Prima TV USA: 4 settembre 2014

Quando l'esercito oscuro attacca il castello di Sænctum, i Paladini intravedono per la prima volta Verlox. Nel caos, Herra fugge e il Gran Visir si trova convenientemente nel posto giusto, dando alla Regina Ralia un misterioso amuleto protettivo.
Sir Angsar conduce i Paladini nel profondo della foresta in un posto di comando a Darvia, dove ci sono torri d'avvistamento abbandonate per allertare il fronte dell'attacco di Verlox. I Paladini si dividono in due gruppi, uno composto da donne e uno da uomini: un componente di ciascuna squadra decifra un codice da una torre e segnala agli altri compagni come posizionare le bandiere in un ordine specifico per inviare un messaggio all'esercito reale.
Nella Sfida delle Parche, i Paladini perdenti devono spiare il nemico cercando di ricordare il maggior numero di dettagli.
- Ascolti USA: telespettatori 1 850 000[8].

### Ottava puntata -The Dragon's Lair
- Prima TV USA: 4 settembre 2014

Dopo aver visto un drago sputafuoco venire liberato dalla sua tana da Verlox, i Paladini si dirigono verso la città ormai bruciata di Asper. Sir Ansgar lancia una sfida di puzzle meccanico costruendo dispositivi con un sistema a cricchetto che abbassa un cancello sopra il foro esposto, mantenendo questa minaccia bloccata all'interno.
Mentre si accampano con tende mimetizzate, i Paladini discutono con Sir Angsar e Crio, affermando che non si fidano del Gran Visir, al che Sir Ansgar risponde che stanno accusando il Gran Visir di alto tradimento.
Nella Sfida delle Parche, per la prima volta la Regina Ralia e Sir Ansgar si uniscono ai Paladini: tre di loro devono recuperare un uovo di drago da una profonda fossa fangosa senza toccarlo, per evitare di bruciarsi la pelle.
Di notte, mentre Crio è di guardia, l'amuleto della Regina Ralia si illumina misteriosamente di verde.
- Ascolti USA: telespettatori 1 850 000[8].

### Nona puntata -Escape from Rana Village
- Prima TV USA: 11 settembre 2014

I quattro Paladini rimasti, insieme alla Regina Ralia, Sir Ansgar e Crio, vengono attaccati per essersi accampati sulla terra di creature marine mutanti chiamate Rana. Vengono tutti catturati e poi portati al loro villaggio davanti al loro capo, insieme a una figura incappucciata. Dopo che i Paladini cercano di convincere il capo a lasciarli andare perché tra loro c'è l'Unico Vero Eroe, la misteriosa figura si rivela essere il Gran Visir; i Paladini non sono affatto sorpresi per il suo tradimento. Il Gran Visir rinchiude i Paladini in gabbie sospese, dalle quali si affrettano a evadere per liberare la Regina Ralia, Sir Ansgar e Crio.
Nella sfida delle Parche, tre Paladini cercano di attraversare una palude per portare un'offerta a una banshee che piange.
- Ascolti USA: telespettatori 1 970 000[9].

### Decima puntata -One True Hero
- Prima TV USA: 11 settembre 2014

La fine si avvicina mentre i restanti tre Paladini affrontano un'ultima prova per decretare chi sarà l'Unico Vero Eroe, che consiste in quattro sfide di abilità già affrontate. L'Unico Vero Eroe si rivela essere Lina, che riesce ad assemblare la Lancia del Sole: con il suo potere riporta indietro i Paladini esiliati che, insieme a Sir Ansgar, servono come esercito di Lina contro le forze oscure di Verlox. Prendono d'assalto il castello di Sænctum dove Lina affronta Verlox, che tiene in ostaggio la Regina Ralia e Crio. Lina riesce a distruggere per sempre Verlox facendolo esplodere in mille pezzi, mentre Sir Ansgar arresta il Gran Visir.
Dopo una festosa celebrazione in tutta Everealm, Lina e i Paladini partono per tornare casa. Nel frattempo, il Gran Visir viene visto brevemente nella sua cella mentre si rompe le manette, preparando la trama per una potenziale seconda edizione.
- Ascolti USA: telespettatori 1 970 000[9].

## Tabella dello svolgimento del programma

### Sfide di Sir Ansgar
- Un piazzamento in grassetto indica il Paladino che ha ricevuto il Marchio della Virtù, piazzandosi per primo o venendo scelto da e tra la squadra vincitrice.
- Un piazzamento in corsivo indica il Paladino facente parte del gruppo perdente nella sfida di Sir Ansgar e che, di conseguenza, affronta la Sfida delle Parche.

| Paladino  | Episodi | Episodi    | Episodi | Episodi | Episodi | Episodi | Episodi | Episodi | Episodi | Episodi |  |
| Paladino  | 1       | 2          | 3       | 4       | 4       | 5       | 6       | 7       | 8       | 9       |  |
| --------- | ------- | ---------- | ------- | ------- | ------- | ------- | ------- | ------- | ------- | ------- |  |
| Lina      | Seconda | Sesta      | Quarta  | Terza   |         | Prima   | Prima   | Seconda | Quinta  | /       |  |
| Andrew    | Primo   | Secondo    | Primo   | Primo   | Secondo | Primo   | /       | Primo   | Primo   | Primo   |  |
| Shondo    | Secondo | Primo      | Quinto  | Primo   | Terzo   | Primo   | Terzo   | Primo   | Secondo | /       |  |
| Patrick   | Quarto  | Quarto     | Secondo | Secondo |         | Secondo | Quarto  | Primo   | Terzo   | /       |  |
| Bonnie    | Prima   | Ottava     | /       | Seconda |         | Seconda | Seconda | Seconda | Quarta  |         |  |
| Leticia   | Terza   | Quinta     | Settima | Prima   | Prima   | Prima   | /       | Seconda |         |         |  |
| Adria     | Terza   | Settima    | Terza   | Terza   |         | Seconda | /       |         |         |         |  |
| Christian | Quarto  | Undicesimo | /       | Secondo |         | Secondo |         |         |         |         |  |
| Jasmine   | Terza   | Seconda    | Sesta   | Terza   |         |         |         |         |         |         |  |
| Jim       | Secondo | Nono       | /       |         |         |         |         |         |         |         |  |
| Ashley    | Prima   | Decima     |         |         |         |         |         |         |         |         |  |
| Katie     | Quarta  |            |         |         |         |         |         |         |         |         |  |

### Sfide delle Parche
Legenda
     Questo Paladino ha vinto la sfida di Sir Ansgar, guadagnandosi il Marchio della Virtù e il voto decisivo in caso di parità.
     Questo Paladino ha perso la sfida di Sir Ansgar ma ha vinto la sfida delle Parche.
     Questo Paladino ha perso sia la sfida di Sir Ansgar che quella delle Parche, ma è stato salvato dall'esilio.
     Questo Paladino ha perso sia la sfida di Sir Ansgar che quella delle Parche, ed è stato esiliato.
| Episodio  | 1                   | 2                   | 3                   | 4                   | 5                   | 6                   | 7                   | 8                   | 9                   | 10              | 10      |
| --------- | ------------------- | ------------------- | ------------------- | ------------------- | ------------------- | ------------------- | ------------------- | ------------------- | ------------------- | --------------- | ------- |
| Esiliato  | Katie               | Ashley              | Jim                 | Jasmine             | Christian           | Adria               | Leticia             | Bonnie              | Patrick             | Shondo e Andrew |         |
| Votazione | 8–2                 | 5–4                 | 6–2                 | 5–2                 | 2–2–1               | 3–2                 | 4–0                 | 2–1                 | 1–1                 | Nessuna         | Nessuna |
|           |                     |                     |                     |                     |                     |                     |                     |                     |                     |                 |         |
| Paladino  | Voto di salvataggio | Voto di salvataggio | Voto di salvataggio | Voto di salvataggio | Voto di salvataggio | Voto di salvataggio | Voto di salvataggio | Voto di salvataggio | Voto di salvataggio | Finale          | Finale  |
| Lina      | Katie               | Christian           | Christian           | Salva               | Adria               | Leticia             | Salva               | Salva               | Salva               | Unico Vero Eroe |         |
| Andrew    | Patrick             | Christian           | Christian           | Lina                | Adria               | Leticia             | Lina                | Lina                | Lina                | Esiliato        |         |
| Shondo    | Patrick             | Ashley              | Jim                 | Jasmine             | Bonnie              | Leticia             | Lina                | Lina                | Patrick             | Esiliato        |         |
| Patrick   | Salvo               | Ashley              | Christian           | Lina                | Bonnie              | Adria               | Lina                | Bonnie              | Esiliato            |                 |         |
| Bonnie    | Patrick             | Christian           | Christian           | Lina                | Salva               | Adria               | Lina                | Esiliata            |                     |                 |         |
| Leticia   | Patrick             | Ashley              | Christian           | Jasmine             | Christian           | Salva               | Esiliata            |                     |                     |                 |         |
| Adria     | Patrick             | Ashley              | Christian           | Lina                | Salva               | Esiliata            |                     |                     |                     |                 |         |
| Christian | Patrick             | Salvo               | Salvo               | Lina                | Esiliato            |                     |                     |                     |                     |                 |         |
| Jasmine   | Patrick             | Christian           | Jim                 | Esiliata            |                     |                     |                     |                     |                     |                 |         |
| Jim       | Patrick             | Christian           | Esiliato            |                     |                     |                     |                     |                     |                     |                 |         |
| Ashley    | Katie               | Esiliata            |                     |                     |                     |                     |                     |                     |                     |                 |         |
| Katie     | Esiliata            |                     |                     |                     |                     |                     |                     |                     |                     |                 |         |